# Pitiríase alba
Pitiríase alba é uma doença da pele caracterizada por manchas e escamas secas e pálidas, geralmente no rosto, pescoço ou ombros. Mais comum em crianças e homens. Normalmente desaparece sozinha em um ano, requerendo apenas o uso de cremes hidratante.
A condição é nomeada por sua aparência escamosa (pitiríase) e a palidez das manchas alba (latim para o branco), apesar das manchas nesta condição não serem totalmente despigmentadas.

## Sinais e sintomas
As escamas secas são mais perceptíveis durante o inverno, como resultado do ar seco, ou após o bronzeamento da pele saudável ao redor, que faz com que as manchas pálidas da pitiríase alba se destaquem.
As lesões desenvolvem-se através de 3 fases e, por vezes, causam coceira:
1. Elevadas e rosadas - apesar da vermelhidão leve geralmente ser não notada.
2. Escamas elevadas e pálidas
3. Manchas lisas, planas e pálidas

As lesões são redondas ou ovais, elevadas ou planas, de 0,5–2 cm de tamanho, podendo chegar até 4 cm, e, geralmente, são 4 ou 5 lesões individuais, podendo chegar até 20. As manchas são secas com escamas finas e bordas mal definidas. Elas ocorrem mais comumente nas bochechas, mas cerca de 20% aparecem também na parte superior dos braços, pescoço ou ombros.

## Causas
Qualquer dermatite pode deixar a pele pálida, assim como o uso excessivo de cremes corticosteróides usados para seu tratamento. A hipopigmentação é devido à redução da atividade dos melanócitos com menos e menores melanossomas.
Quatro microrganismos são suspeitos: Pityrosporum, Streptococcus, Staphylococcus e Aspergillus, mas nenhum deles foi confirmado como um agente causador.
A pitiríase alba pode ser agravada com a exposição ao sol, umidade relativa elevada, alturas elevadas, ventos secos, o uso de sabão perfumado e banhos excessivamente longos com água quente e alguns detergentes de roupa. 

## Diagnóstico
Principalmente clínico, mas uma biópsia de pele pode confirmar o diagnóstico. O diagnóstico diferencial deve considerar tinha(micoses), vitiligo, pitiríase versicolor e uso de cremes corticoides.

## Epidemiologia
Essa condição é mais freqüentemente observada em crianças de 3 e a 16 anos e é mais comum em homens do que mulheres. No entanto, os adultos também podem sofrer essa doença.
Ocorre com mais freqüência em pacientes de pele mais clara, mas é mais evidente em pessoas com pele mais escura.
Até um terço das crianças em idade escolar, em algum momento da vida, têm essa condição. Estudos de prevalência da Índia têm mostrado índices variáveis de 8,4%,
para 31%.
Outros estudos mostraram taxas de prevalência no Brasil de 9,9%,
Egito de 13.49%,
Roménia de 5.1%, e na Turquia de 12%, onde os índices foram mais elevadas em pessoas com menores condições socioeconômicas. Afetava apenas 1% das crianças de uma escola em Hong Kong.

## Tratamento
Nenhum tratamento é necessário, pois as manchas melhoram após algumas semanas.
A vermelhidão, a escala e a coceira, se presentes, podem ser gerenciados com o simples emolientes e, por vezes, hidrocortisona, um esteróide fraco, também é utilizado.
Como as manchas de pitiríase alba não escurecem, normalmente, com a luz do sol, a proteção solar ajuda a minimizar a diferença de coloração entre a mancha e a pele normal ao redor. Em termos estéticos, cosméticos para camuflagem podem ajudar.
Tacrolimo pode acelerar a velocidade de resolução.

## Prognóstico
As manchas de pitiríase alba podem durar de um mês até um ano, mas geralmente os da face duram um ano. No entanto, é possível que as manchas brancas do rosto durem mais de um ano.